# Badminton Savez Crne Gore
Der Badminton Savez Crne Gore (dt. Badmintonverband Montenegros) ist die oberste nationale administrative Organisation in der Sportart Badminton in Montenegro. 

## Geschichte
Die Geschichte des Verbandes geht zurück auf die Gründung des jugoslawischen Badmintonverbandes 1968, in welchem jedoch Slowenien die führende Rolle innehatte. Nach dem Ende des gesamtjugoslawischen Verbandes und mehrerer zwischenzeitlicher Verbände wurde 2007 der nationale Verband Montenegros gegründet. Der Verband ist seit 2007 Mitglied in Badminton Europe und seit 2008 Mitglied im Weltverband BWF.

## Bedeutende Persönlichkeiten
- Zoran Lalić, Präsident